# Se Ela Dança, Eu Danço (programa de televisão)
Se Ela Dança, Eu Danço foi um talent show de dança exibido pelo SBT em duas temporadas durante os anos de 2011 e 2012.
Era a versão brasileira do consagrado programa So You Think You Can Dance, exibido nos Estados Unidos pelo canal FOX. Foi apresentado por Beto Marden e Lígia Mendes. Também contou com João Wlamir, Jarbas Homem de Mello e Lola Melnick como jurados.

## Sinopse
O programa acompanhava dançarinos profissionais ou aspirantes de todas as idades, grupos, duplas ou solo para encontrar um novo talento de dança do Brasil. Um dos objetivos do programa é espalhar a dança para todos os públicos. O nome do programa é também nome de uma música do cantor e compositor MC Leozinho. A música geralmente é exibida no encerramento do programa.
Se Ela Dança, Eu Danço tinha uma premissa semelhante ao reality show Ídolos, com audições em diversos estados do Brasil em busca da mais nova estrela de dança do país. salsa, dança de salão, hip hop, breakdance, dança de rua, dança contemporânea, jazz, balé, frevo e muitos outros estilos de dança podem ser vistos nas audições, interpretados por bailarinos em busca do prêmio de R$ 200 mil reais, o maior prêmio da América Latina para uma competição do gênero.
Vencedores do programa:
Primeira edição: Cia Kahal de Jundiaí-SP - Coreógrafo Henry Camargo.
Segunda edição: Carol e Karen do Rio de Janeiro - Coreógrafos Henry Camargo e Carol e Karen.

## Temporadas
| Temporada | Temporada | Episódios | Estreia da temporada | Final da temporada    |
| --------- | --------- | --------- | -------------------- | --------------------- |
|           | 1         | 17        | 5 de janeiro de 2011 | 27 de abril de 2011   |
|           | 2         | 39        | 3 de agosto de 2011  | 14 de janeiro de 2012 |

## Fim do programa
No dia 15 de dezembro de 2011, o cantor MC Leozinho obtém uma liminar judicial proibindo o SBT de utilizar a expressão "Se Ela Dança, Eu Danço" no programa. O cantor alegou, em ação movida na 15ª Vara Cível do Rio de Janeiro que a obra estava sendo utilizada sem sua permissão.
No dia 11 de janeiro de 2012, o Tribunal de Justiça do Rio de Janeiro autorizou o canal a utilizar o nome do reality, derrubando a liminar concedida em dezembro.
No dia 13 de outubro de 2020, a 3ª Turma do Superior Tribunal de Justiça negou provimento ao recurso da emissora e deu ganho parcial a MC Leozinho. O relator, ministro Ricardo Villas Bôas Cueva, afirmou estar clara "a violação ao direito autoral do autor da demanda". Foi fixada uma indenização no valor de R$ 20 mil por danos patrimoniais pelo uso indevido do termo "Se Ela Dança, Eu Danço" e outra indenização no valor de R$ 3.235 por cada edição do programa onde o termo foi utilizado. A decisão foi unânime.